# Avalon Hill
Avalon Hill (AH) era una casa de jocs que es va especialitzar en wargames i jocs de taula d'estratègia. També va publicar algunes regles de wargames de miniatures, algun joc de rol i tenia una línia popular de simulacions esportives. Actualment és una divisió de la casa de jocs Wizards of the Coast.

## Història
L'empresa fou fundada el 1954 per en Charles S. Roberts amb el nom de «The avalon Game Company» per a la publicació del seu joc Tactics, considerat como el primer joc de guerra de caràcter comercial. El 1958 i gràcies a l'èxit obtingut amb Tactics, Roberts canvià el nom de la seva empresa: de «The avalon Game Company» passà a nomenar-la «Avalon Hill», nom que conservà des d'aquell moment. El primer joc publicat per l'empresa sota el nom de «Avalon Hill» fou la segona edició de Tactics, titulada Tactics II y també publicada el 1958. Entre 1958 i 1963 Avalon Hill ja havia publicat fins a divuit jocs, dels quals només nou eren jocs de guerra: Gettysburg, Tactics II, U-Boat, Chancellorsville, D-Day, Civil War, Waterloo, Bismarck y Stalingrad. El nom de l'empresa es devia simplement al fet que Roberts vivia llavors a Avalon, a l'estat de Maryland, encara que més tard, durant els anys 60, l'empresa es mudà a Baltimore, també a l'estat de Maryland. Amb Tactics, Roberts va crear un nou tipus de joc de taula basat en escenaris i estratègies bèliques. Aquest tipus de jocs ja havien existit (H. G. Wells va escriure unes regles lúdiques anomenades Little Wars), però només usaven figures en miniatures i terreny modelat en tres dimensions (com ara el que es fa servir en el miniaturisme del ferrocarril).
Avalon Hill va ser pionera en molts dels conceptes dels wargames actuals. Alguns exemples són l'ús de les retícules hexagonals (hexes) sobreimpreses en un tauler pla, les zones de control (ZOC), l'apilament de múltiples unitats sobre el mateix lloc (stacking), les taules de resultat del combat basades en proporcions de força (CRT), els efectes del terreny sobre el moviment, la força de les tropes i els jocs de taula basats en esdeveniments històrics. Els jocs més complexos podien durar dies o setmanes i AH va crear un sistema de joc per correu.
Potser el wargame més famós i popular d'Avalon Hill va ser Panzerblitz (1970), dissenyat per a l'empresa per un jove Jim Dunnigan. Dunnigan va fundar més tard la gran competidora d'Avalon Hill: Simulations Publications Inc. (SPI). Altres bons jocs d'aquesta època van ser Midway, Afrika Korps, The Battle of the Bulge i Blitzkrieg. Aquest últim joc era més aviat un joc d'entrenament abstracte amb dos bàndols, vermell i blau i alguns països neutrals. Blitzkrieg va tenir força variants en les regles.
Tot i que Avalon Hill va ser sempre coneguda com l'empresa de wargames, Roberts l'havia fundada com una empresa per a fer jocs adults (és a dir, de pensar). El seu joc preferit va ser Management. Durant bona part de la seva història, els wargames van ser més o menys la meitat de la producció d'Avalon Hill. Les línies no-wargame van produir bons títols com ara Acquire i Twixt, comprats a 3M iu republicats. Durant la dècada de 1970, Avalon Hill va publicar unes quantes simulacions esportives sobre tauler, que van culminar en la popular línia Statis Pro de 1978, basada en els noms i estadístiques dels jugadors reals. Cada any es van actualitzar les baralles de cartes amb els nous jugadors fins al 1992, en què els videojocs esportius s'havien menjat tot el mercat lúdic.
A part dels jocs de 3M, Avalon Hill també va republicar altres jocs comprats a empreses més petites. La major part de Battleline Publications (incloent Wooden Ships and Iron Men) va ser republicada per Avalon Hill, així com els jocs de Jedko Games The Russian Campaign i War at Sea i el famós joc de Hartland Trefoil Civilization. 1830 va ser desenvolupat per Avalon Hill sobre el disseny de 1829 fet per Francis Tresham.
Avalon Hill també va ser pionera en publicar videojocs, des de 1980. AH va adaptar alguns dels seus títols a diverses plataformes (TRS-80, Vic-20, Commodore 64, Apple II, etc.) i formats (casset i disc de 5¼"). Va haver-hi algun èxit però no va aconseguir incidir en la indústria del videojoc fins cap al final, amb algun títol com ara Achtung Spitfire!.
El 1982 Avalon Hill va llogar alguns dels dissenyadors de SPI, que havia estat comprada per TSR, Inc i els va incorporar en una empresa subsidiària, Victory Games. SPI s'havia especialitzat en wargames més complexos que els d'Avalon Hill, més propers a simulacions militars. Victory Games va crear una línia de jocs adherits a aquest estil i molts dels seus jocs van rebre una gran lloança de públic i crítica. El personal de Victory Games va ser fitxat a poc a poc per altres empreses i no va ser reemplaçat, fins que el 1989 VG es va dissoldre.
Avalon Hill s'havia convertit en una empresa subsidiària de Monarch Avalon Printing el 1962 per tal de resoldre els deutes de Roberts. Monarch va dirigir AH durant 36 anys. Després d'uns costosos errors legals el 1997 i el 1998, Monarch va decidir abandonar el mercat lúdic i va tancar Avalon Hill l'estiu de 1998. Hasbro Games va comprar els drets pels jocs d'Avalon Hill, l'inventori que quedava i el nom "Avalon Hill" per sis milions de dòlars. Avui Hasbro publica uns quants dels antics jocs d'Avalon Hill. Alguns jocs han estat llicenciats a empreses interessades. L'empresa que s'ha quedat alguns dels jocs més populars ha estat Multi-Man Publishing, propietat de Curt Schilling.
Hasbro també ha creat alguns jocs nous sota el nom Avalon Hill i ha afegit el nom Avalon Hill a alguns jocs antics, com ara Axis and Allies, que no eren originaris d'AH. Els jocs publicats ara per Hasbro tenen un objectiu de mercat més ample i no estan tant orientats al món del hobby com en l'època anterior.
Avalon Hill tenia la seva pròpia revista corporativa, The General Magazine, que promovia la venda i el joc dels seu propi material i que va ser publicada bimestralment entre 1964 i 1998. Avui només es poden trobar els números antics per eBay. La revista oferia un gran ventall de temes que incloïen articles amb estratègies i tàctiques sobre els jocs, anàlisis històriques, línies d'articles semi-regulars dedicades exclusivament a determinats jocs, columnes sobre jocs esportius i videojocs, llistes de venedors i d'oponents, preguntes i respostes sobre les regles dels jocs, classificacions de lliguetes i de qualitat de jocs, copons amb descomptes i informació sobre projectes futurs.
Una de les seves sèries més populars, amb uns 25 anys d'història és la sèrie Axis & Allies, que inclou dins les seves múltiples expansions aquests jocs: Axis&Allies:Battle of The Bulgue, Axis & Allies:D-Day, Axis&Allies Guadalcanal, Axis&Allies:Pacific 1940,Axis&Allies:Europe 1940 i d'altres versions més antigues.

## Jocs de rol
Als anys 1983 i 1984 Avalon Hill publicà en total quatre jocs de rol:
- El 1983 publicà Lords of Creation, Powers & Perils i James Bond 007, aquest darrer mitjançant la seva filial Victory Games.

- El 1984, i després d'haver entrat en contracte amb Chaosium per obtenir-ne la llicència, Avalon Hill obtingué els drets de publicació de la tercera edició de RuneQuest.